# Dagmara Bollová
Dagmara Bollová, též Dagmar Bollová (* 16. září 1942) byla poslankyní
Národní rady Slovenské republiky.
Ve volebním období 2002 až 2006 byla zvolena poslankyní NR SR za KSS. Byla členkou Výboru NR SR pro obranu a bezpečnost, Zvláštního kontrolního výboru NR SR pro kontrolu činnosti Vojenského zpravodajství a Zvláštního kontrolního výboru NR SR pro kontrolu činnosti NBÚ. Jako jedna z mála poslanců používala během svého působení v parlamentu oslovení "soudruh". V roce 2006 byla pozorovatelkou OBSE na volbách v Bělorusku.
Neúspěšně kandidovala v prezidentských volbách roku 2009, ve kterých získala 1,14 % hlasů.